# Carol Zhao
Carol Zhao (em chinês: 赵一羽) (Pequim, 20 de junho de 1995) é uma tenista profissional chinesa, naturalizada canadense.

## Junior Grand Slam finais

### Duplas: 1 (1 título)
| Resultado | Ano  | Campeonato      | Piso | Parceira   | Oponentes                                | Placar           |
| --------- | ---- | --------------- | ---- | ---------- | ---------------------------------------- | ---------------- |
| Campeã    | 2013 | Australian Open | Duro | Ana Konjuh | Oleksandra Korashvili Barbora Krejčíková | 5–7, 6–4, [10–7] |

## Confrontos vs. tenistas top 100
- Yanina Wickmayer 1–0
- Irina-Camelia Begu 1–0
- Kristýna Plíšková 1–0
- Ana Ivanovic 0–1
- Anastasia Pavlyuchenkova 0–1
- Monica Niculescu 0–1